# Dendrobium angustiflorum
Dendrobium angustiflorum är en orkidéart som beskrevs av Johannes Jacobus Smith. Dendrobium angustiflorum ingår i släktet Dendrobium, och familjen orkidéer. Inga underarter finns listade i Catalogue of Life.